# طوني ديلوكا
طوني ديلوكا هو سياسي أمريكي، ولد في 3 يونيو 1937 في بيتسبرغ في الولايات المتحدة. نشط حزبياً في الحزب الديمقراطي. وقد انتخب عضو مجلس نواب بنسيلفانيا ‏.